# Nationale Zaaidag
De Nationale Zaaidag vindt ieder jaar  plaats op 22 april in Nederland. Op tal van plaatsen in het land wordt deze dag (de dag van de Aarde) gezaaid voor wilde bijen, vlinders, honingbijen en andere bestuivers. Met het zaaien komt er meer aanbod van voedsel voor deze insecten. 
De Nationale Zaaidag is een initiatief van de Bijenstichting en de Bijenvrienden. Beide stichtingen zijn ook verantwoordelijk voor de organisatie van Wereld Bijendag (jaarlijks 20 mei) in Nederland.
Bedenker van de zaaidag is hobby-imker Pim Lemmers. In 2013 twitterde de Heemstedenaar ‘hoe zou Nederland eruitzien wanneer wij braakliggende gronden voor bijen en vlinders zouden inzaaien?’ Op deze tweet kwamen meer dan 1300 reacties binnen. Zo is de Nationale Zaaidag ontstaan. De eerste editie was op 31 maart 2014, in samenwerking met het radioprogramma Vroege Vogels en Greenpeace. Op de redactie werd de slogan 'Zaaien doet Zoemen' bedacht. De tweede editie vond op 22 april, de dag van de Aarde, plaats.
Aan de Nationale Zaaidag werkten eerder minister Carola Schouten, minister-president Mark Rutte, Tweede Kamerlid Caroline van der Plas en de commissaris van de Koning Arthur van Dijk mee.